# Lanches-Saint-Hilaire
Lanches-Saint-Hilaire is een gemeente in het Franse departement Somme (regio Hauts-de-France) en telt 109 inwoners (1999). De plaats maakt deel uit van het arrondissement Amiens.

## Geografie
De oppervlakte van Lanches-Saint-Hilaire bedraagt 5,5 km², de bevolkingsdichtheid is 19,8 inwoners per km².
De onderstaande kaart toont de ligging van Lanches-Saint-Hilaire met de belangrijkste infrastructuur en aangrenzende gemeenten.

## Demografie
Onderstaande figuur toont het verloop van het inwonertal (bron: INSEE-tellingen).